# کارلو تاوکیو
کارلو تاوکیو (ایتالیایی: Carlo Tavecchio؛ زادهٔ ۱۳ ژوئیهٔ ۱۹۴۳ - درگذشتهٔ ٢٨ ژانویهٔ ٢٠٢٣) سیاست‌مدار، مجری و مدیر ورزشی اهل ایتالیا بود. وی از ۱۱ اوت ۲۰۱۴ تا ٢٠٢٣ ریاست فدراسیون فوتبال ایتالیا را به عهده داشت. او در ۶ مارس ۲۰۱۷، در انتخابات ریاست فدراسیون فوتبال ایتالیا برای بار دوم برگزیده شد.